# Công viên Yongdusan

Công viên Yongdusan

Công viên Yongdusan về đêm

Công viên Yongdusan là công viên nằm ở Jung-gu, Busan, Hàn Quốc. Tháp Busan cao 118 mét nằm ở đây.
Yongdu có nghĩa là "đầu rồng" và "san" nghĩa là "núi". Cái tên này chỉ sự giống nhau của các công viên núi, nó được cho là giống đầu rồng. Công viên chiếm diện tích 69,000 m². Gồm 70 loài cây khác nhau phát triển tại đây.

Tượng của Yi Sun-sin.

## Đặc điểm
Một trong điểm nổi bật của công viên Yongdusan là tượng của Yi Sun-sin, anh hùng hải quân thế kỉ 16 của Hàn Quốc. Công viên cũng có bức tượng bán thân của nhà văn Ahn Huijae. Ngoài ra còn có tượng đài sinh viên phản đối chống chính phủ ngày 19 tháng 4. Điều đáng chú ý nhất của công viên chính là tháp Busan.